# Луханін Михайло Іванович
Миха́йло Іва́нович Луха́нін — головний науковий співробітник науково-дослідного управління розвитку озброєння та військової техніки спеціальних військ Центрального НДІ озброєння та військової техніки ЗСУ, доктор технічних наук (2003), професор (2007).

## Життєпис
1973 року закінчив Київське вище військове інженерне училище зв'язку, де й залишився працювати.
Протягом 1989—1992 років — заступник начальника науково-дослідного центру з науково-дослідної роботи. В 1992–2004-х — на керівних посадах у МО України, з 2002 по 2004-й — перший заступник Головного управління розробок та закупівлі озброєння і військової техніки.
В 2004—2009 роках — директор департаменту, міністерство промислової політики України, 2009—2011 — заступник голови Агентства з питань оборонно-промислового комплексу.
2011 року — провідний, від 2014-го — головний науковий співробітник науково-дослідного управління розвитку озброєння та військової техніки спеціальних військ Центрального НДІ озброєння та військової техніки ЗСУ.
Як науковець займається розробками нового напряму в теорії передавання інформації із використанням секвентованих сигналів. Наукові праці закритого характеру.
Дружина — Тетяна Луханіна (1951—2002), філософ, доктор філософських наук.

## Нагороди
За особисту мужність і героїзм, виявлені у захисті державного суверенітету та територіальної цілісності України, вірність військовій присязі під час бойових дій та при виконанні службових обов'язків, відзначений —
- 13 серпня 2015 року — почесним званням заслуженого діяча науки і техніки України.